# ميلتون جونيور
ميلتون جونيور هو لاعب كرة قدم برازيلي في مركز الوسط، ولد في 27 مارس 1991 في Nova Andradina ‏ في البرازيل. لعب مع جمعية أرابيراكا الرياضية وجمعية بورتوغيزا الرياضية ونادي إنترناسيونال ونادي سبورت ريسيفه ونادي فيروفياريا.

## وصلات خارجية
- ميلتون جونيور على موقع رابطة كرة القدم اليابانية للمحترفين (اليابانية)
- ميلتون جونيور على موقع قاعدة بيانات كرة القدم.إي يو (الإنجليزية)
- ميلتون جونيور على موقع Soccerway.com (الإنجليزية)
- ميلتون جونيور على موقع عالم كرة القدم.نت (الإنجليزية)